# Lijst van patriarchen van Alexandrië
De patriarch van Alexandrië is een van de oorspronkelijke patriarchen van het vroege christendom, gevestigd in Alexandrië.

## Lijst van de patriarchen van Alexandrië (1e tot 5e eeuw)
- Marcus (43-63)
- Anianus (68-82)
- Avilius (83-95)
- Kedron (96-106)
- Primus (106-118)
- Justus (118-129)
- Eumenes (131-141)
- Marcianus (142-152)
- Celadion (152-166)
- Agrippinus (167-178)
- Julianus (178-189)
- Demetrius (189-232)
- Heraclas (232-248)
- Dionysius (248-264)
- Maximus (265-282)
- Theonas (282-300)
- Petrus I (300-311)
- Achillas (312-313)
- Alexander I (313-328)
- Athanasius (328-373)
- Gregorius van Cappadocië (339-346) (tegenpaus)
- Petrus II (373-380)
- Timoteüs (380-385)
- Theophilus (385-412)
- Cyrillus I (412-444)
- Dioscorus I (444-451)
- Proterius (451-457)

Tot het jaar 457 erkennen zowel het Grieks-orthodox patriarchaat van Alexandrië (behorend tot de Oosters-Orthodoxe Kerken) als de Koptisch-orthodoxe Kerk dezelfde personen als legitieme patriarchen.

## Latere patriarchen
- Lijst van Grieks-orthodoxe patriarchen van Alexandrië, 457-heden
- Lijst van Koptisch-orthodoxe patriarchen van Alexandrië, 457-heden
- Eretitel voor Latijnse patriarchen, vanaf de Middeleeuwen. Bijvoorbeeld Cristoforo del Monte in de 16e eeuw.